# Частник, Сергей Петрович
Сергей Петрович Частник (6 июля 1874, с. Чалбасы — 6 (19) марта 1906, остров Березань) — старший баталёр крейсера «Очаков», один из руководителей вооружённого восстания на Черноморском флоте в ноябре 1905 года.

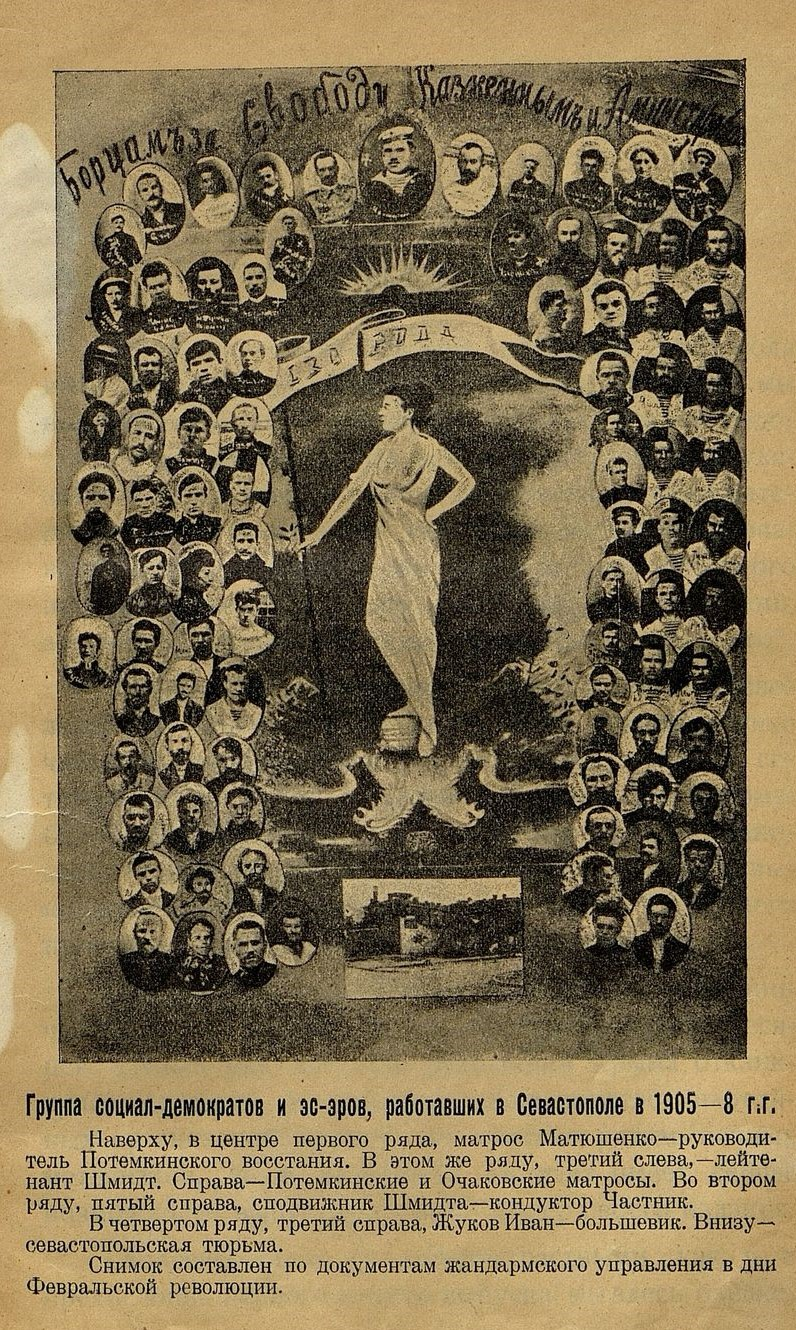
Революционеры Севастополя 1905-1908 годов

## Биография

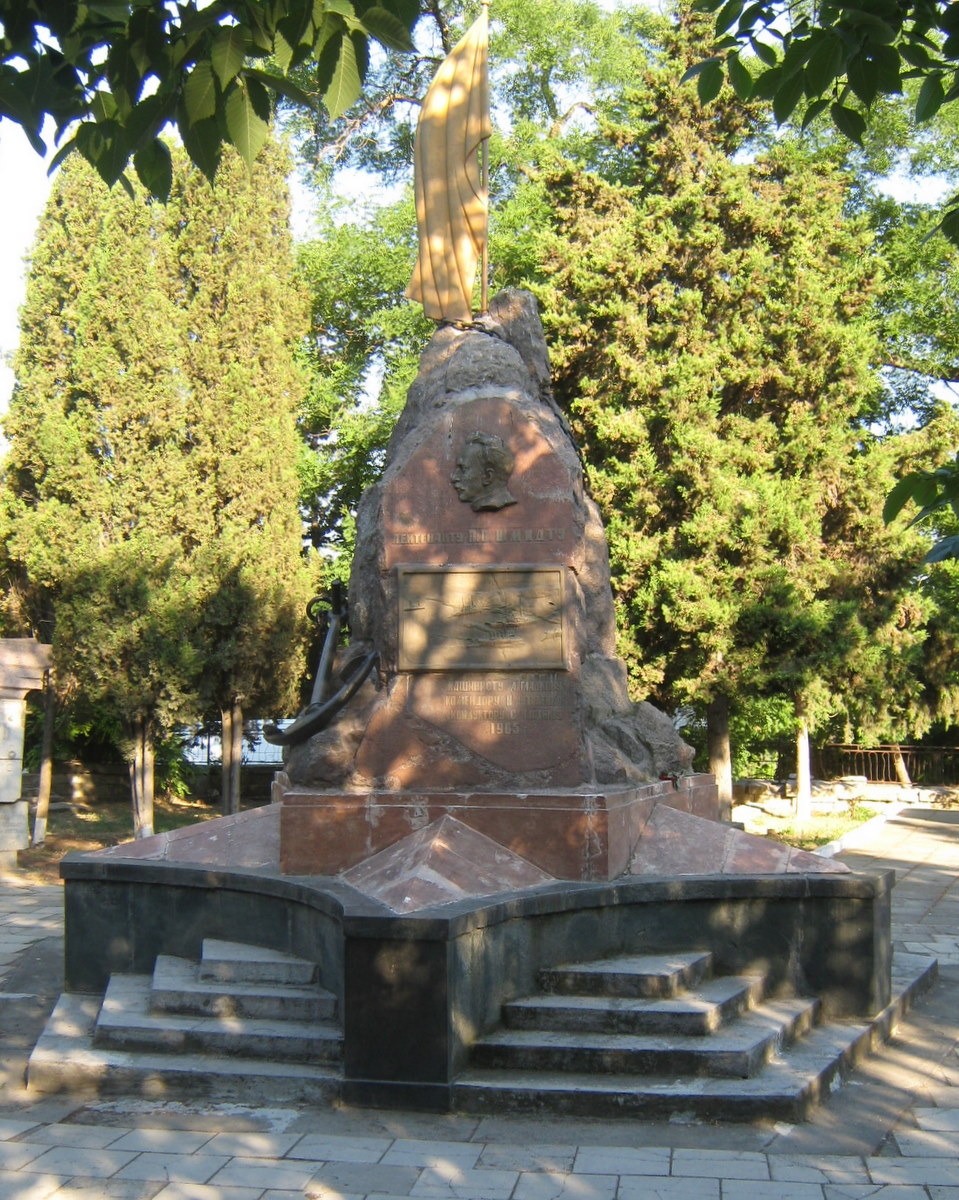
Памятник П. П. Шмидту, А. И. Гладкову, Н. Г. Антоненко, С. П. Частнику, 1935 год, кладбище Коммунаров, Севастополь

Родился 6 июля 1874 года в селе Чалбасы Днепровского уезда Таврической губернии в крестьянской семье с 11 детьми. Отец — Пётр Никитович, мать — Татьяна Ивановна, работали в экономии помещика Ф. Э. Фальц-Фейна. По воспоминаниям сестры, М. Гришко (Частник), хорошо пел. На военной службе с 27 октября 1895 года, дослужился до кондуктора. Имел узкий и широкий серебряные шевроны за сверхсрочную службу.
В ноябре 1905 года в Севастополе в ходе восстания моряков Черноморского флота старший баталёр крейсера «Очаков» был избран командиром восставшего корабля. Частник был единственным из унтер-офицеров, кто не оставил команду восставшего крейсера «Очаков». После поражения восстания вместе с П. П. Шмидтом, Н. Г. Антоненко и А. И. Гладковым был осуждён закрытым военно-морским судом, проходившим в Очакове с 7 по 18 февраля 1906 года, и 6 (19) марта 1906 года расстрелян на острове Березань, вблизи города Очаков.

## Память
14 ноября 1923 Шмидт и Частник с товарищами были перезахоронены в Севастополе на городском кладбище Коммунаров. Памятник на их могиле был сделан из камня, ранее стоявшего на могиле командира броненосца «Князь Потёмкин-Таврический», капитана 1-го ранга Е. Н. Голикова, погибшего в 1905 году. Для постамента использовали гранит, конфискованный в бывших имениях и оставшийся после возведения памятника Ленину.
31 января 1926 года С. П. Частник был избран бессменным почётным членом Севастопольского городского совета.
С апреля 1937 года в Ленинском районе Севастополя существует улица Частника (бывшая Наваринская, изначально — Новослободская), на доме № 96 которой установлена памятная доска.

## В искусстве
В 1926 году севастопольским скульптором С. Я. Жилинским были выполнены гипсовые портреты П. П. Шмидта, А. И. Гладкова и С. П. Частника, которые хранятся в музее Черноморского флота Российской Федерации.
С. П. Частник стал героем повести Константина Паустовского «Чёрное море» (глава «Мужество»).